# Bărcănești (okręg Jałomica)
Bărcănești – wieś w Rumunii, w okręgu Jałomica, w gminie Bărcănești. W 2011 roku liczyła 1876 mieszkańców.